# Oxyrhynchus Papyrus 840
Oxyrhynchus Papyrus V. 840 (afk.: P.Oxy. V. 840) is een klein vel perkament van 8,8 x 7,4 cm. groot met een onbekende evangelietekst dat in 1905 is gevonden tijdens de opgravingen in Oxyrhynchus (Egypte) waar archeologen sinds het einde van de negentiende eeuw grote hoeveelheden papyrus zijn gevonden. P.Oxy. V. 840 is echter geen papyrusfragment, maar vellum (perkament). 
P.Oxy. V. 840 telt in totaal 45 regels en is aan beide kanten beschreven. De letters zijn erg klein, wat echter niet verbazingwekkend mag heten omdat het vel perkament zo klein van omvang is. P.Oxy. V. 840 wordt meestal gedateerd als vierde-eeuws. De tekst zou teruggaan tot de tweede eeuw. Hoogstwaarschijnlijk was het een (kostbaar) amulet. Het was in die tijd gebruikelijk voor zowel christenen als aanhangers van andere religies om een religieuze tekst als amulet te dragen. Men was van mening dat zo'n amulet de drager ervan beschermde. Een andere opvatting is dat P.Oxy. V. 840 een miniatuur codex is.
P.Oxy. V. 840 wordt bewaard in de Bodleian Library (Ms. Gr. Th. g 11) in Oxford.

## Inhoud
P.Oxy. V. 840 bevat een onbekende evangelietekst. Het begint met het laatste stuk van een waarschuwing voor kwaaddoeners, waarin de zondaar niet alleen in het hiernamaals straf ontvangt, maar ook al in het hier en nu. Daarna volgt een verhaal van Jezus en zijn leerlingen aan de tempel in Jeruzalem en beschrijft een twistgesprek tussen Jezus en "een zekere overpriester uit de Farizeeën, Levi genaamd," m.b.t. de reinigingsvoorschriften alvorens de voorhof in de tempel te betreden. Jezus op zijn beurt wijst de overpriester terecht door te wijzen op de innerlijke onreinheid van mensen die de nadruk leggen op uiterlijke reinheid. Daarnaast wijst Jezus erop dat Hij en zijn leerlingen gewassen zijn door "de levende wateren ... afkomstig uit de hemel van God."
De tekst kent geen parallellen in de vier canonieke evangeliën, evenmin vinden we de tekst terug in apocriefe evangeliën en teksten. Opvallend is dat Jezus niet bij name wordt genoemd, maar wordt aangemerkt met de Griekse term soter (Σωτήρ), "redder/heiland". Deze titel voor Jezus komt ook wel voor in het Nieuwe Testament, maar niet zo vaak. (Het meest wordt "redder" gebruikt in de Pastorale brieven, brieven die in de laatste helft van de eerste eeuw werden geschreven.)
Volgens de schrijver moeten bezoekers aan de tempel hun kleren verwisselen voor "witte kleren". Er is echter geen enkel bewijs dat leken hun kleren moeten verwisselen alvorens de tempel binnen te gaan. De auteur heeft het over een "vijver in de Davidsteeg" waar de bezoekers zich moeten baden; ook hier bestaat geen bewijs voor. Uit de tekst wordt duidelijk dat zij anti-Joods van toon is en blijkt hij weinig kennis te hebben van de tempel(dienst). Het verhaal kan dus niet teruggaan op de historische Jezus. Zowel in de evangeliën als bij moderne historici bestaat er geen twijfel over dat Jezus de tempeldienst en haar rituelen niet heeft veroordeeld. 

## Verwijzingen
1. ↑  Het staat evenwel officieel bekend als Papyrus Oxyrhynchus V. 840, ondanks het feit dat we hier met perkament van doen hebben.
2. ↑  Michael J Kruger, Journal of Theological Studies 53 (2003), p 93
3. ↑  http://www.bodley.ox.ac.uk/dept/scwmss/wmss/online/medieval/greek/gr-th.html
4. ↑  Vgl. 1 Tim. 1,1 nbg; 2 Tim. 1,10 nbg; Tit. 1,4 nbg; 2,13 nbg; 3,6 nbg